# Andretti Harding Steinbrenner Autosport
Andretti Harding Steinbrenner Autosport était une écurie automobile engagé dans le championnat d'IndyCar Series. L'équipe est fondée sous le nom de Harding Racing en 2017 par l'homme d'affaires Mike Harding. Elle s’associe en 2019 avec Steinbrenner Racing et en 2020 avec Andretti Autosport. La structure est finalement absorbée par Andretti Autosport à la fin de la saison 2020, mais reste tout de même présente dans le championnat en tant que partenaire d'une des voitures de l'équipe Andretti à partir de 2021.